# Tetranychus dunhuangensis
Tetranychus dunhuangensis är en spindeldjursart som beskrevs av Wang 1981. Tetranychus dunhuangensis ingår i släktet Tetranychus och familjen Tetranychidae. Inga underarter finns listade i Catalogue of Life.